# 德布魯斯 (紐約州)
德布魯斯（英語：Debruce）是位於美國紐約州沙利文縣的非建制地區。

## 歷史
德布魯斯的郵局於1860年設立，其後於1945年停運。

## 地理
德布魯斯所處的海拔為高於海平面508米（即1667英呎），而該地所採用的時區為UTC-5，即北美东部时区（EST）。同時該地設有夏令時間，為UTC-5調快一小時，即UTC-4（EDT）。